# Helland
Helland – wieś w Anglii, w Kornwalii. Leży 73 km na północny wschód od miasta Penzance i 341 km na zachód od Londynu. W 2001 miejscowość liczyła 205 mieszkańców.